# NGC 4203
NGC 4203 (другие обозначения — UGC 7256, MCG 6-27-40, ZWG 187.29, IRAS12125+3328, PGC 39158) — галактика в созвездии Волосы Вероники.
Этот объект входит в число перечисленных в оригинальной редакции «Нового общего каталога».
Является близкой линзовидной галактикой, подходит для измерения массы чёрных дыр.